# Musicstar
Musicstar är ett schweiziskt TV-program. Det är Schweiz motsvarighet till svenska Fame Factory och hittills har TV-programmet körts i två säsonger. Efter den första säsongen 2004 fick fem av deltagarna representera landet i Eurovision Song Contest samma år (alltså i Eurovision Song Contest 2004), där de hamnade på en sistaplats.